# Bennettisca nyuku
Bennettisca nyuku är en stekelart som beskrevs av John S. Noyes 2004. Bennettisca nyuku ingår i släktet Bennettisca och familjen sköldlussteklar.
Artens utbredningsområde är:
- Costa Rica.
- Ecuador.

Inga underarter finns listade.